# Улица Хобуяама
У́лица Хо́буяама (эст. Hobujaama tänav — Станционная, букв. улица Лошадиной станции) — улица в Таллине, столице Эстонии.

## География
Пролегает в микрорайоне Садама городского района Кесклинн. Начинается от перекрёстка Нарвского шоссе и улицы Антса Лайкмаа, заканчивается на пересечении с улицей Ахтри. Улица Хобуяма является восточной границей квартала Ротерманна. В начале улицы расположен торговый центр «Postimaja», бывший Таллинский главпочтамт, построенный к летним Олимпийским играм 1980 года (почтовый адрес — Нарвское шоссе 1).
Протяжённость — 295 метров.

## История
В конце XIX — начале XX века улица называлась улицей Яама (эст. Jaama tänav), на русском языке — Станционная улица (Станціонная улица), на немецком — Stationstraße.
Своё нынешнее название улица официально получила 13 июня 1958 года.
В 1870 году рядом с нынешней улицей Хобуяама, в квартале заводов Ротерманна, была возведена более плотная застройка, включавшая в себя мельницы, амбары и склады. В 1900 году на улице Хобуяама (в то время — Яама) рядом с малоэтажными деревянными строениями было построено каменное здание зернохранилища. В 1912 году в доме по адресу ул. Яама 1 начал работать Хлебозавод Ротерманна (эст. Rotermanni Leivatehas), позже также ремонтная мастерская и мукомольная мельница акционерного общества AS Rotermanni Tehased. В советское время одно из зданий заводов Ротерманна на улице Хобуяама использовалось хлебокомбинатом «Лейбур». В середине 1990-х годов на улице началось возведение современных коммерческих и жилых зданий.

## Общественный транспорт
На улице расположена конечная остановка городских автобусных маршрутов № 1, 14, 15, 18, 18А, 29, 34, 38, 40, 44, 51, 55, 60 и 63 и парковка для автобусов.

## Застройка
По данным Строительного регистра, на начало 2022 года почтовый адрес улицы Хобуяама имели шесть объектов:

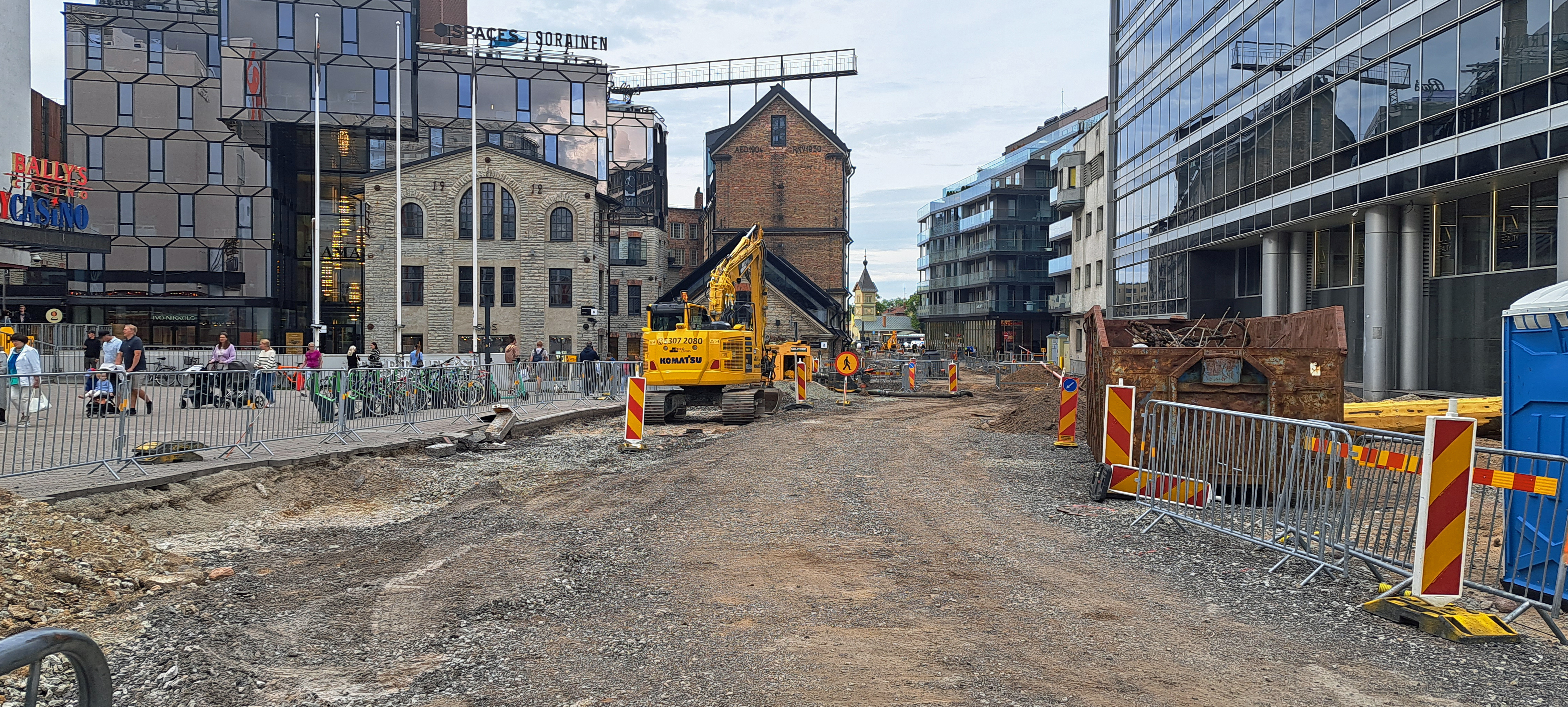
Улица Хобуяама в июле 2023 года. Строительство новой трамвайной линии

- Hobujaama tn 4 — восьмиэтажное бизнес-здание «Hobujaama Ärimaja», построено в 1999 году;
- Hobujaama tn 5 — семиэтажное здание кинотеатра «Coca-Cola Plaza»[эст.] балтийской киносети «Forum Cinemas». Построено в 1999 году, торжественно открыто 10 марта 2001 года[8];
- Hobujaama tn 8 — четырёхэтажный квартирный дом (1994);
- Hobujaama tn 10 — восьмиэтажный квартирный дом (2007);
- Hobujaama tn 12 — трёхэтажное административное здание (1975);
- Hobujaama tn 14 — парковка городских автобусов транспортной компании «Tallinna Linnatranspordi AS» у перекрёстка улиц Хобуяама и Ахтри.

Небольшое строение и протяжённое шестиэтажное здание из плитняка и кирпича на левой стороне улицы Хобуяама имеют регистровый адрес улица Ротерманни 2. Это контрольная проходная и зернохранилище бывшего комплекса заводов семьи Ротерманнов. Их фасады внесены в Государственный регистр памятников культуры Эстонии как памятники архитектуры. В 2013 году, после многих лет пребывания в заброшенном состоянии, зернохранилище было отреставрировано и в 2017 году удостоено награды Таллинского департамента охраны памятников старины.

Улица Хобуяама
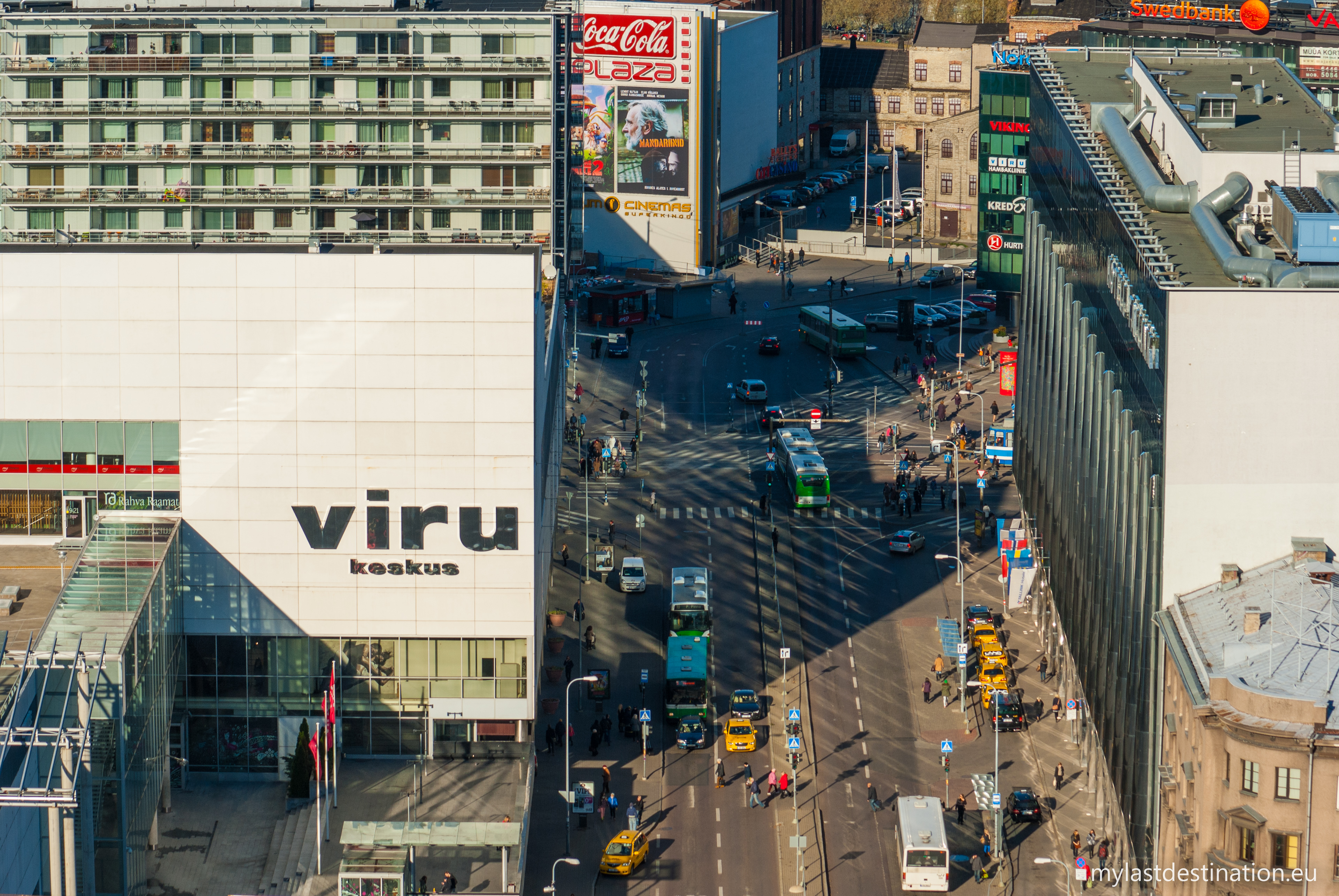
Перекрёсток улицы Антса Лайкмаа, Нарвского шоссе и улицы Хобуяама
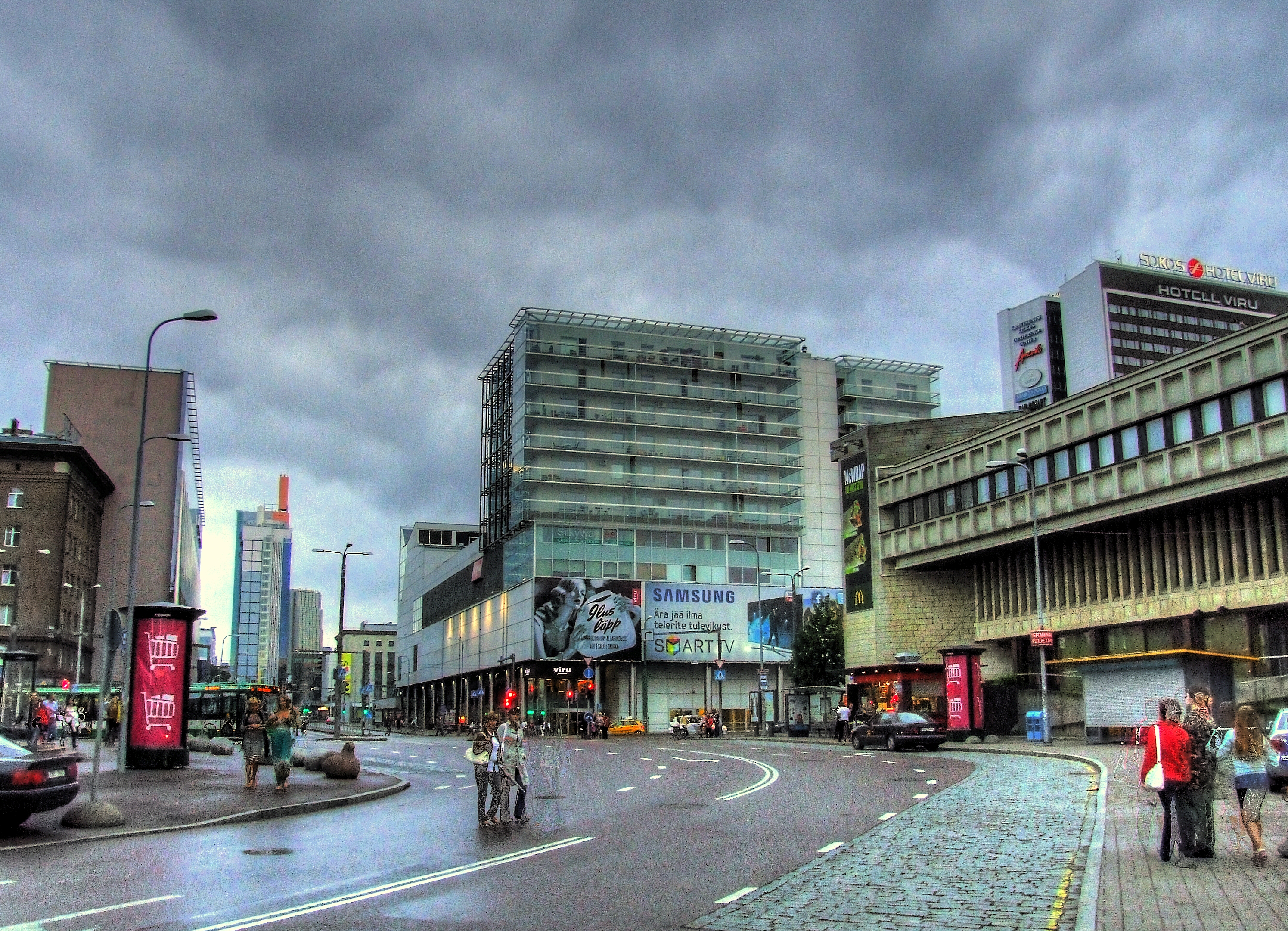
Вид с улицы Хобуяама на торговый центр «Viru Keskus» и отель «Viru»
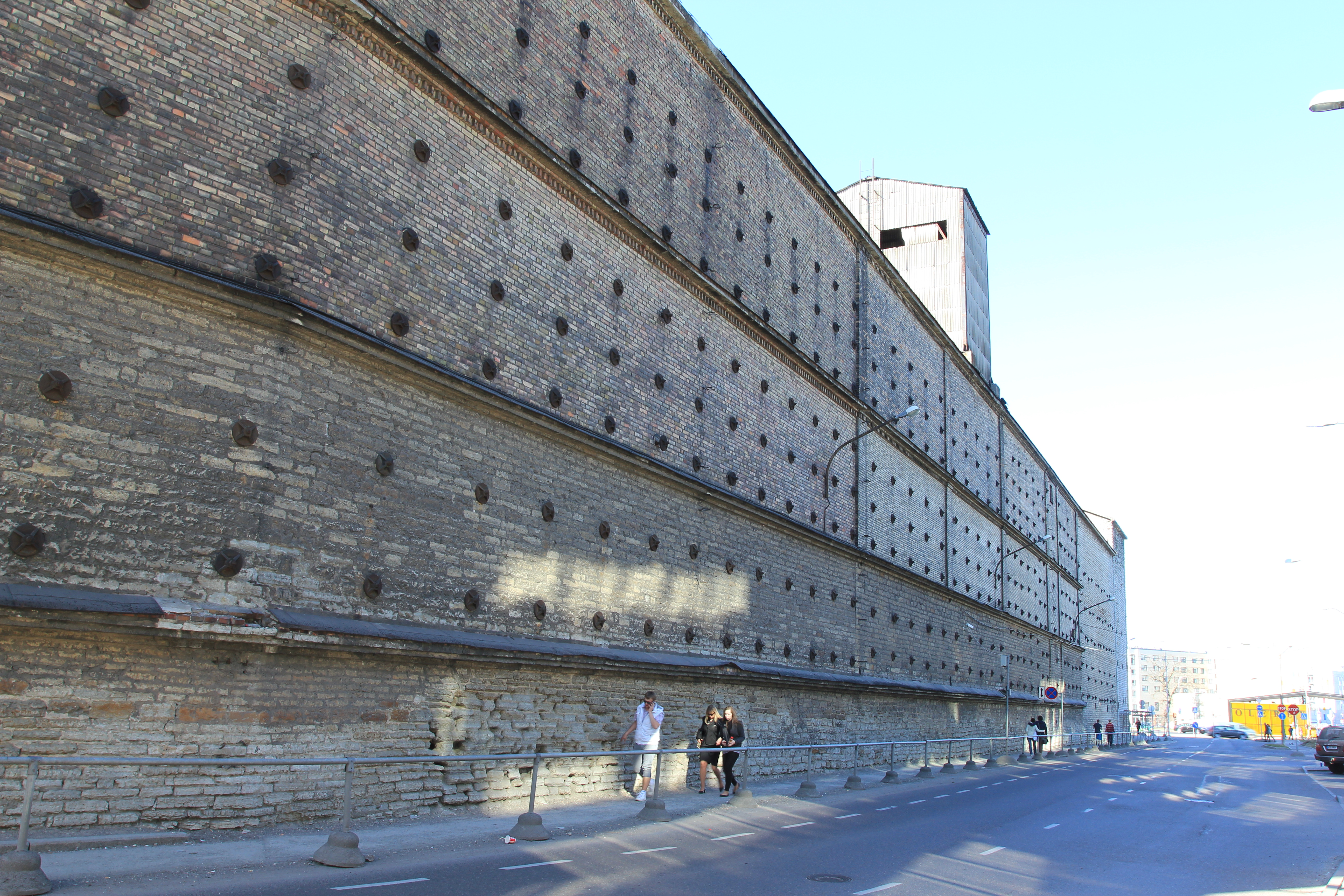
Конечный отрезок улицы. Фасад зернохранилища «Заводов Ротерманна»
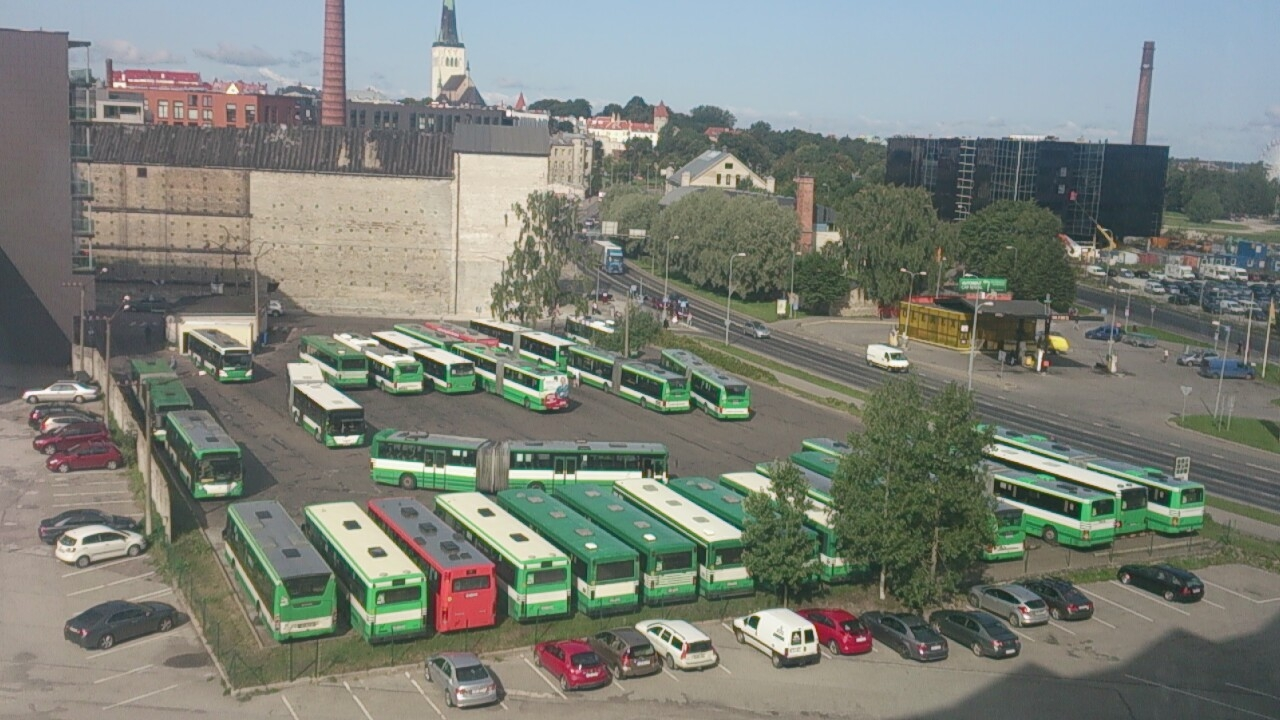
Парковка городских автобусов у перекрёстка улиц Хобуяама и Ахтри